# Jenny Kemp

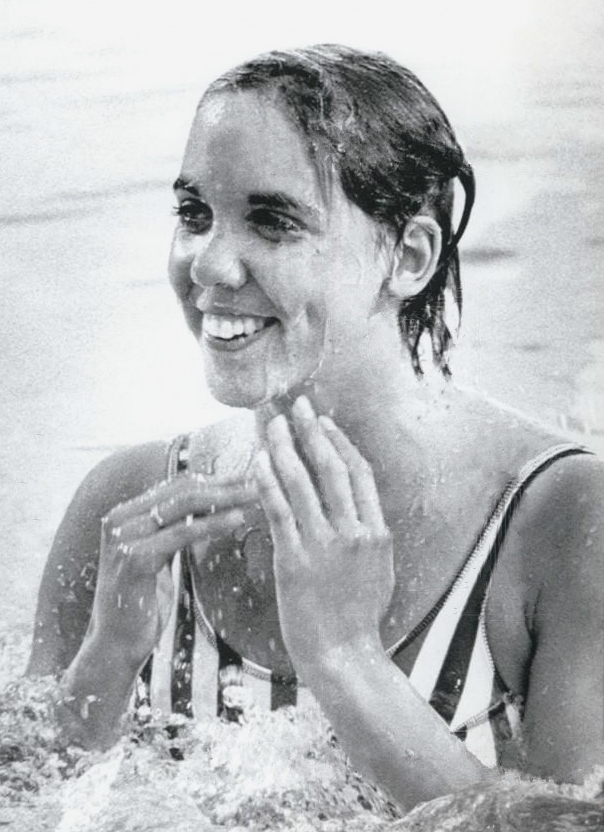
Jenny Kemp (1972)

Jennifer „Jenny“ Jo Kemp (* 28. Mai 1955 in Cincinnati, Ohio) ist eine ehemalige Schwimmerin aus den Vereinigten Staaten, die 1972 Olympiasiegerin mit der 4-mal-100-Meter-Freistilstaffel wurde.

## Karriere
Jenny Kemp war eigentlich Spezialistin im Rückenschwimmen. 1971 begann sie gezielt mit dem Training im Freistilschwimmen. 1972 siegte sie über 100 Meter Freistil bei den Meisterschaften der Amateur Athletic Union. Bei den Olympischen Spielen 1972 in München schwamm Kemp im Halbfinale über 100 Meter Freistil die zehntschnellste Zeit und qualifizierte sich damit nicht für das Finale. Die 4-mal-100-Meter-Freistilstaffel der Vereinigten Staaten qualifizierte sich in der Besetzung Kim Peyton, Lynn Skrifvars, Jane Barkman und Ann Marshall für das Finale. Im Endlauf traten Sandy Nelson, Jenny Kemp, Jane Barkman und Shirley Babashoff an und gewannen in der Weltrekordzeit von 3:55,19 Minuten die Goldmedaille vor den Staffeln aus der DDR und aus der BRD. Der Weltrekord wurde ein Jahr später bei den Schwimmweltmeisterschaften 1973 in Belgrad von der Staffel aus der DDR unterboten.
Bei den Panamerikanischen Spielen 1975 in Mexiko-Stadt gewann Jenny Kemp die Bronzemedaille über 100 Meter Rücken hinter der Kanadierin Lynn Chénard und Rosemary Boone aus den Vereinigten Staaten.
Jenny Kemp schwamm zunächst für die „Cincinnati Marlins“; während ihres Studiums an der University of Cincinnati trat sie für deren Sportteam, die „Bearcats“ an. 2009 wurde sie in die Hall of Fame ihrer ehemaligen Hochschule aufgenommen.